# Grammitis nigro-limbata
Grammitis nigro-limbata là một loài dương xỉ trong họ Polypodiaceae. Loài này được Spruce mô tả khoa học đầu tiên.
Danh pháp khoa học của loài này chưa được làm sáng tỏ. 